# Paracrinoïdeus
Els paracrinoïdeus (Paracrinoidea) són una classe extinta d'equinoderms blastozous. Van viure en mars poc profunds durant l'Ordovicià Inferior fins al Silurià Inferior. Malgrat el nom del tàxon, els paracrinoïdeus no estan relacionats amb els crinoïdeus.

## Característiques
Tot i que els blastozous es caracteritzen principalment per presentar estructures respiratòries, no és clar quin tipus d'estructures respiratòries tenien els paracrinoïdeus.
Els paracrinoïdeus es caracteritzen per una boca amb dos a cinc braços d'alimentació disposats de forma asimètrica o una mica bisimètrica. Tenen l'intestí en forma de u, amb l'anus situat al costat de la boca. Tenen el cos de forma irregular amb una teca i una tija, essent superficialment semblant als crinoïdeus; la tija els serviria per fixar-se al substrat, per bé que algunes reconstruccions mostren que estan parcialment enterrats en sediments.

## Taxonomia
Segons BioLib i Taxonomicon els paracrinoïdeus inclou un sol ordre i tres famílies, una d'elles de posició incerta:
- Ordre Comarocystitida Parsley & Mintz, 1975 †
  - Família Amygdalocystitidae Jaekel, 1900 †
  - Família Comarocystitidae Bather, 1899 †

- incertae sedis
  - Família Heckeritidae Rozhnov, 1987 †
  - Gènere Letenocrinus Prokop & Petr, 1990 †